# Paratropus keukelaari
Paratropus keukelaari är en skalbaggsart som beskrevs av Kanaar 1997. Paratropus keukelaari ingår i släktet Paratropus och familjen stumpbaggar. Inga underarter finns listade i Catalogue of Life.